# Rami Sebei
Rami Sebei (Montreal, 12 juli 1984), beter bekend als Sami Zayn, is een Canadees professioneel worstelaar die sinds 2013 actief is in de World Wrestling Entertainment. Zayn is een 3-voudig WWE Intercontinental Champion en een voormalige NXT Champion.
Sebei begon zijn carrière bij WWE in NXT. Hij won één keer het NXT Championship bij het evenement NXT TakeOver: R Evolution van titelverdediger Adrian Neville. Kort voordat Zayn opegroepen werd naar het hoofdrooster, kreeg hij een wedstrijd voor het WWE United States Championship tegen titelhouder John Cena. Dit was één van Zayn's hoogtepunten van zijn carrière. Zayn heeft verder vetes gehad met Kevin Owens, The Miz, Bobby Lashley, Daniel Bryan en Braun Strowman. Tot slot won hij in 2014 een Slammy Award voor NXT Superstar of the Year.
Van 2004 tot 2013 heet Zayn groot succes gekregen bij de worstelorganisaties Ring of Honor (ROH) en Pro Wrestling Guerrilla (PWG). Sebei is een 2-voudig PWG World Champion en 5-voudig PWG World Tag Team Champion, waarvan twee keer met Kevin Steen. In 2010 won hij het Dynamite Duumvirate Tag Team Title Tournament samen met Paul London en 2011 won hij het Battle of Los Angeles-toernooi. Bij ROH is hij een voormalige ROH World Television Champion en ROH World Tag Team Champion nog eens met Kevin Steen.
Verder heeft Sebei ook gewerkt in het onafhankelijke worstelcircuit, waaronder voor Westside Xtreme Wrestling (wXw) en Chikara, evenals voor het Japanse DDT Pro-Wrestling. Hij heeft talloze kampioenschappen aan zijn prijzenkast toegevoegd. Bij Chikara heeft hij geworsteld als Lucha Libre-worstelaar met een worstelmasker en stond bekend als El Generico.

## Carrière
Rami Sebei begon zijn carrière in 2002 bij een kleine promotie onder de naam El Generico. Hij droeg net als de Mexicaanse Lucha Libre worstelaars een masker. In het begin van zijn carrière vormde hij al een tag team met zijn vriend Kevin Steen.

### Ring Of Honor
Rami Sebei worstelde maar liefst 7 jaar bij Ring of Honor onder zijn alter ego El Generico. Hij was er Tag Team Champion samen met Kevin Steen en vocht tegen meerdere worstelaars die later zouden overstappen naar de WWE zoals Claudio Castagnoli en Tyler Black. In 2009 keerde Kevin Steen zich tegen El Generico, waarna beide een 2 jaar lange strijd voerden op Ring of Honor, dit eindigde in een wedstrijd waarbij Kevin Steen werd ontslagen, omdat hij verloor. In 2013 vocht hij zijn laatste match voor Ring of Honor. Hij verloor van zijn terug gekeerde aartsvijand Kevin Steen in een ladder match.

### Andere promoties
Rami Sebei vocht in zijn tijd voor de WWE bij verschillende promoties over de hele wereld. Zo vocht hij in Duitsland voor de wXw tegen de Nederlander Tommy End. Ook haalde hij titels in kleinere promoties als Chikara en Pro Wrestling Guerilla. In 2013 tekende hij een contract bij de WWE.

### NXT/WWE
Sami Rebei maakte zijn debuut in NXT onder de naam Sami Zayn op 22 mei 2013. Op 11 december 2014 won Sami Zayn na eerdere mislukte pogingen eindelijk de NXT Titel. Na de wedstrijd werd hij gefeliciteerd door meerdere superstars, waaronder zijn vriend Kevin Steen, die recent een contract had getekend bij de WWE. Steen keerde zich tegen hem en viel hem aan. Hij verloor de titel 2 maanden later aan Kevin Steen (inmiddels worstelend onder de naam Kevin Owens). Op 24 januari 2016 maakte Sami Zayn zijn debuut in de WWE in de Royal Rumble.
Sami Zayn maakte zijn Wrestlemania debuut op WrestleMania 32 in de Intercontinental ladder match, welke werd gewonnen door Zack Ryder. Hij had een lange feud met Braun Strowman en komt uit op WWE SmackDown. Tijdens Smackdown had Sami geen echte rivaliteiten en verdween hij langzaam naar de achtergrond. Dit veranderde toen hij op 8 oktober 2017 tijdens Hell in a Cell zijn grote rivaal Kevin Owens aan een overwinning hielp door hem van de commentaartafel weg te trekken voordat Shane McMahon hierop kon springen. Dit betekende dat Sami voortaan een 'heel' (slechterik) is.

## In Het Worstelen
- Finishers
  - Als El Generico
    - Brainbustah!!!!! (Super brainbuster op de top turnbuckle)
    - Spike brainbuster
    - Olé/Yakuza Kick (zie Helluva Kick)

  - Als Sami Zayn
    - Helluva Kick (Running big boot op een tegenstander die in die hoek staat)
    - Reverse STO gevolgd door een Koji clutch – NXT

- Signature moves:
  - Als El Generico
    - 450° splash
    - Cradle DDT
    - Diving splash

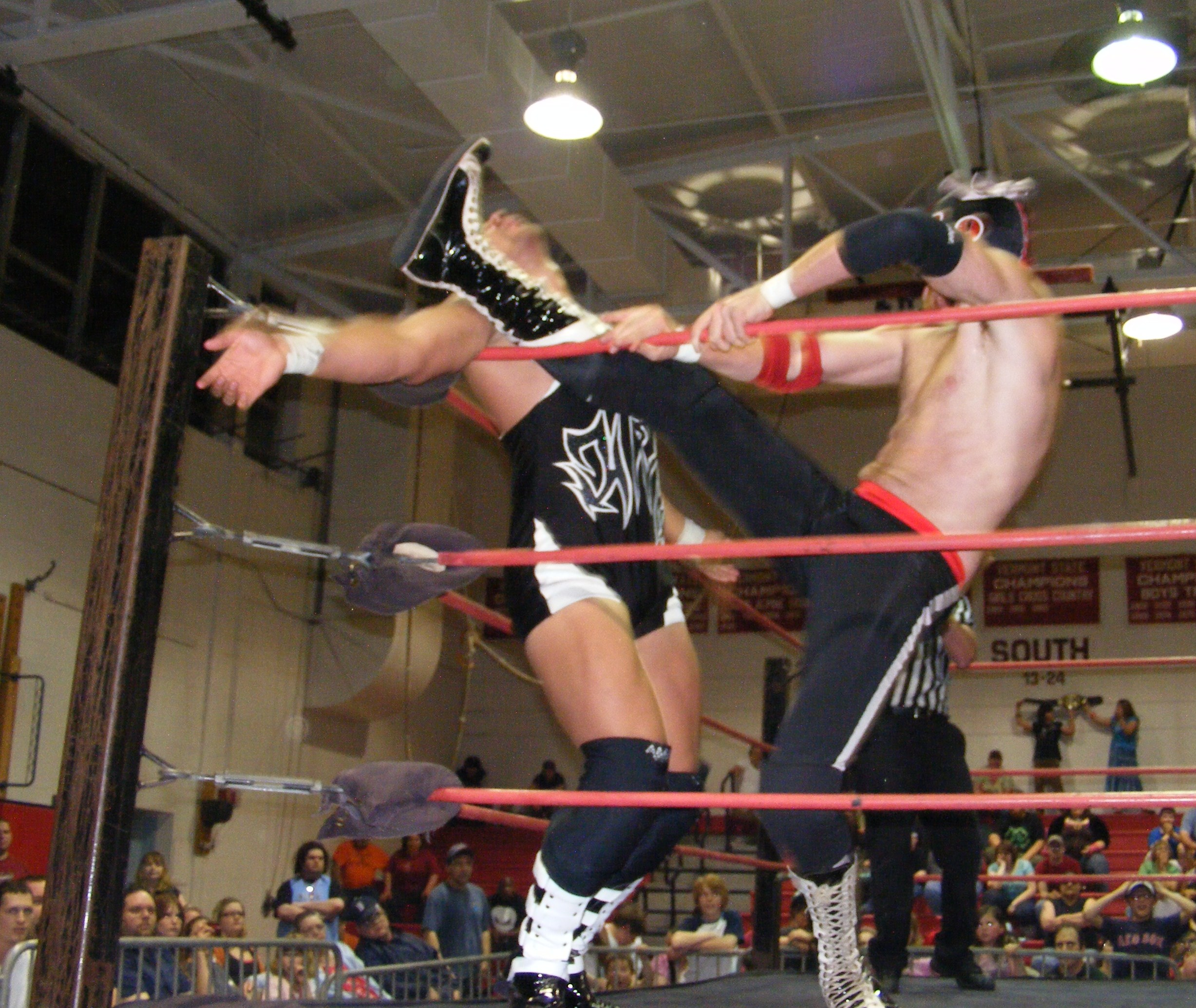
De Olé Kick/Helluva Kick

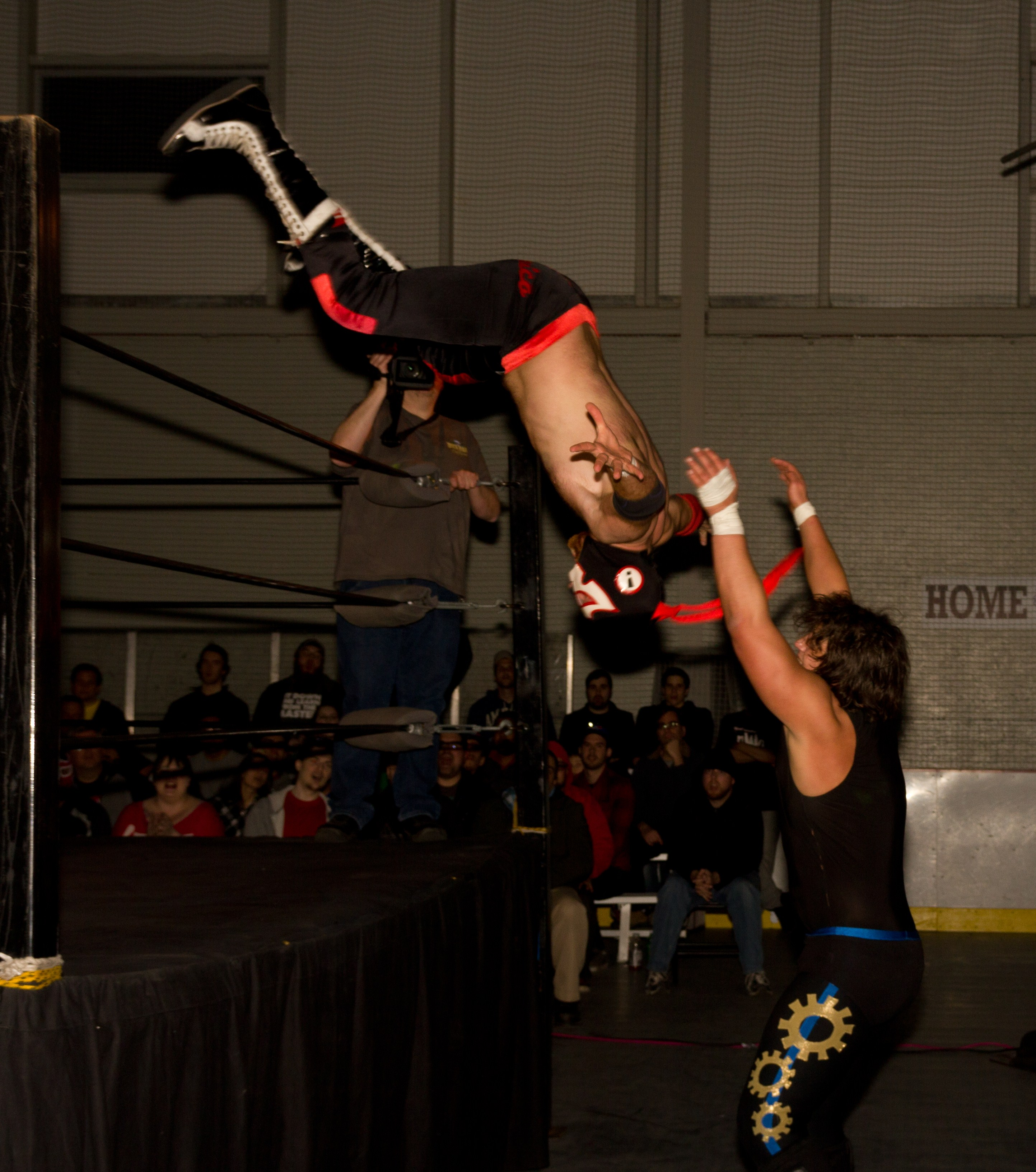
Een over the top rope flip dive

    - Double pumphandle vertical suplex powerbomb
    - Exploder suplex
    - Half and half suplex
    - Verschillende moonsault variaties
    - Plancha
    - Sitout scoop slam piledriver
    - Somersault corner-to-corner missile dropkick
    - Spin-out powerbomb
    - Suicide dive transitioned into a tornado DDT

  - Als Sami Zayn
    - Blue Thunder Bomb (Spin-out sitout powerbomb)
    - Diving crossbody
    - Dropkick
    - Exploder suplex into the turnbuckles
    - Leg lariat
    - Verschillende arm drag variaties
    - Sitout scoop slam piledriver
    - Sunset flip powerbomb
    - Suicide somersault senton
    - Wrist-lock transitioned into a springboard tornado DDT

## Prestaties
- Rebei wint als Sami Zayn de Rey de Voladores in ChikaraAssociation de Lutte Féminine

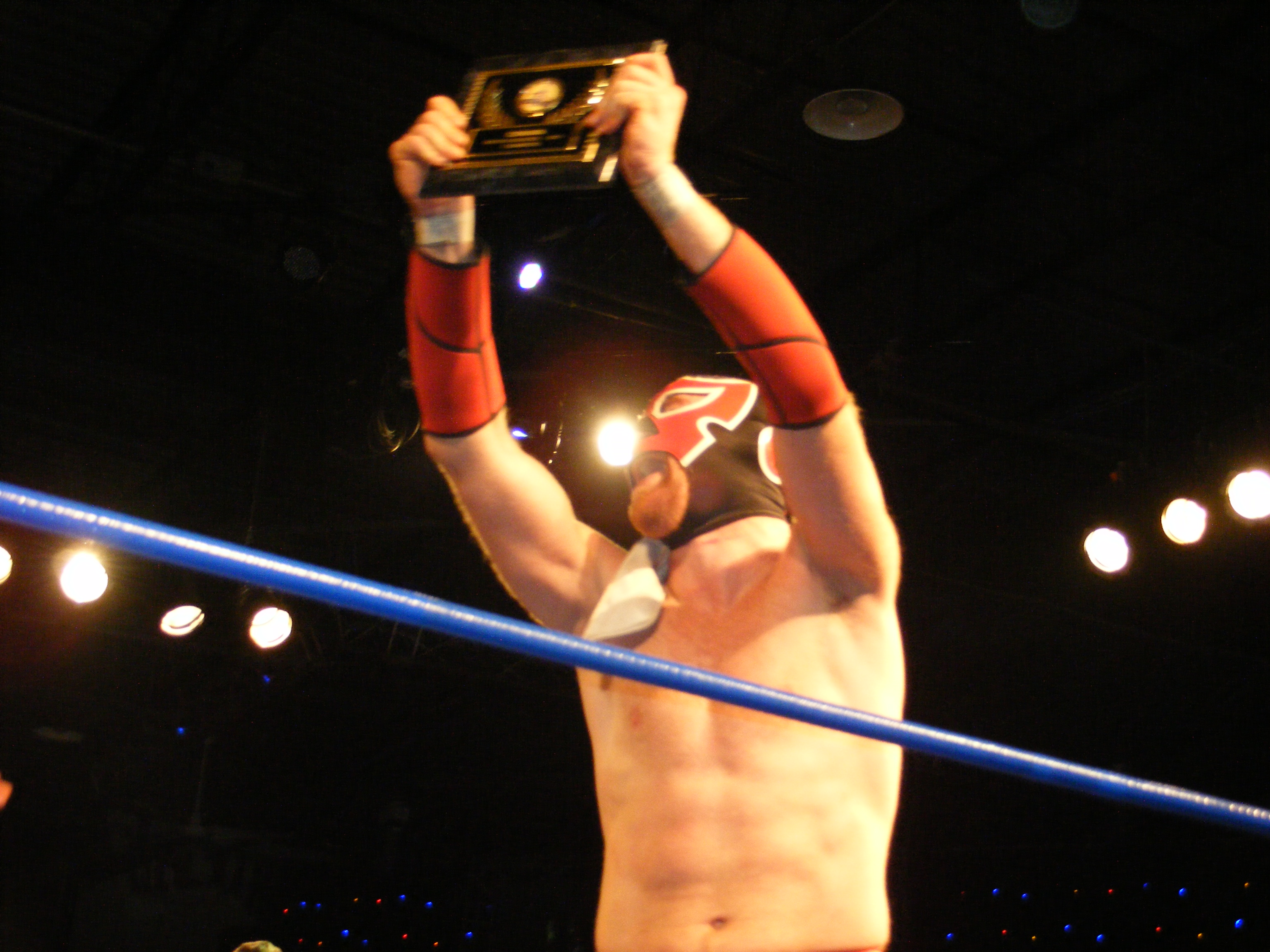
Rebei wint als Sami Zayn de Rey de Voladores in Chikara

  - Sensational Sherri Memorial Cup Tournament (2007) – met LuFisto
- The Baltimore Sun
  - WWE Match of the Year (2016) vs. Shinsuke Nakamura bij NXT TakeOver: Dallas
- Britannia Wrestling Promotions
  - PWI:BWP World Catchweight Championship (1 keer)[9]
- Chikara
  - Rey de Voladores (2011)
- DDT Pro-Wrestling / Union Pro Wrestling
  - DDT Extreme Championship (1 keer)[9]
  - KO-D Openweight Championship (1 keer)[9]
  - Best Foreigner Award (2012)
- Elite Wrestling Revolution
  - Elite 8 Tournament (2004)
- GBG Wrestling
  - GBG Heavyweight Championship (1 keer)
- International Wrestling Syndicate
  - IWS World Heavyweight Championship (2 keer)[9]
  - IWS World Tag Team Championship (1 keer) – metTwiggy
- Monteregie Wrestling Federation
  - MWF Provincial Championship (1 keer)[9]
- North Shore Pro Wrestling
  - NSPW Championship (1 keer)[9]
- Pro Wrestling Guerrilla
  - PWG World Championship (2 keer)[9]
  - PWG World Tag Team Championship (5 keer) – 1x met Human Tornado, 1x met Quicksilver, 2x met Kevin Steen en 1x met Paul London[9]
  - Battle of Los Angeles (2011)
  - Dynamite Duumvirate Tag Team Title Tournament (2010) – met Paul London
- Pro Wrestling Illustrated
  - Gerangschikt op #23 van de top 500 singles worstelaars in de PWI 500 in 2015
- Pro Wrestling Prestige
  - PWP Heavyweight Championship (1 keer)
- Puerto Rico Wrestling Association
  - PRWA Caribbean Championship (1 keer)
- Ring of Honor
  - ROH World Television Championship (1 keer)[9]
  - ROH World Tag Team Championship (1 keer) – met Kevin Steen[9]
  - Match of the Decade (2010s) vs. Kevin Steen at Final Battle 2012: Doomsday
- SoCal Uncensored
  - Match of the Year (2006) vs. PAC, November 18, Pro Wrestling Guerrilla
  - Match of the Year (2007) vs. Bryan Danielson, July 29, Pro Wrestling Guerrilla
  - Most Outstanding Wrestler (2006, 2007)
  - Tag Team of the Year (2006) with Quicksilver
  - Wrestler of the Year (2007)
- STHLM Wrestling
  - STHLM Wrestling Championship (1 keer)[9]
- Westside Xtreme Wrestling
  - wXw Unified World Wrestling Championship (1 keer)[9]
  - 16 Carat Gold Tournament (2012)
- Wrestling Observer Newsletter
  - Feud of the Year (2010) vs. Kevin Steen
  - Shad Gaspard/Jon Huber Memorial Award (2020)
- World Wrestling Entertainment
  - NXT Championship (1 keer)[9]
  - WWE Intercontinental Championship (3 keer)[9]
  - Slammy Award (1 keer)
    - NXT Superstar of the Year (2014)